# 博采什蒂鄉 (瓦斯盧伊縣)
博采什蒂鄉（羅馬尼亞語：Comuna Boțești, Vaslui），是羅馬尼亞的鄉份，位於該國東北部，由瓦斯盧伊縣負責管轄，面積58平方公里，海拔高度203米，2007年人口2,188，人口密度每平方公里38人。